# Richard Meade
Richard John Hannay Meade (Chepstow, 4 december 1938 – 8 januari 2015) was een Welshe ruiter, die voor Groot-Brittannië drie gouden medailles won op Olympische Spelen in de discipline eventing.

## Carrière
Meade studeerde ingenieurswetenschappen aan de universiteit van Cambridge en diende in het 11th Hussars cavalerieregiment van het Britse leger. Hij werkte nadien een poos in Londen vooraleer hij zich op een carrière als ruiter toelegde. Hij was gedurende 21 jaar een vaste waarde in het Britse eventingteam.
Bij zijn eerste olympische deelname in Tokio in 1964 werd hij achtste en beste Brit, met zijn paard Barberry. Vier jaar later won hij op Cornishman V zijn eerste goud met het Britse team in Mexico City; individueel werd hij vierde. In München in 1972 werd hij zowel individueel als met het team olympisch kampioen, ditmaal op Laurieston. Op zijn vierde en laatste olympische spelen in Montreal 1976 werd hij opnieuw vierde individueel met zijn paard Jacob Jones.
Naast zijn olympische titels won Meade met het Britse team ook twee gouden (in 1970 en 1982) en drie zilveren medailles op wereldkampioenschappen. Met het Britse team won hij het Europees kampioenschap in 1967, 1971 en 1981.
Voor zijn verdiensten voor de sport werd hij onderscheiden met de benoeming tot Officier in de Orde van het Britse Rijk. Na zijn sportieve carrière bleef hij actief in de paardensport en was onder meer voorzitter van de British Equestrian Federation en lid van de eventingcommissie van de FEI. Hij werkte ook als trainer, official en parcoursontwerper.
Hij overleed aan de gevolgen van kanker. Zijn zoon Harry, een van zijn drie kinderen, werd ook professioneel eventingruiter.